# فيليب كوزلوفسكي
فيليب كوزلوفسكي (بالبولندية: Filip Kozłowski)‏ (11 يوليو 1995 في بولندا - ) هو لاعب كرة قدم بولندي في مركز الهجوم. لعب مع بوغون شتشين وGopło Kruszwica ‏.

## وصلات خارجية
- فيليب كوزلوفسكي على موقع قاعدة بيانات كرة القدم.إي يو (الإنجليزية)
- فيليب كوزلوفسكي على موقع Soccerway.com (الإنجليزية)